# Казахский национальный аграрный исследовательский университет
Казахский национальный аграрный исследовательский университет (КазНАИУ) (каз. Қазақ ұлттық аграрлық зерттеу университеті (ҚазҰАЗУ)) — одно из старейших и ведущих высших учебных заведений Казахстана, основанное в 1929 году. Университет расположен в городе Алматы и специализируется на подготовке специалистов для агропромышленного сектора, сельского хозяйства, ветеринарии, биотехнологий, IT и других смежных областей.

## История

### Алма-Атинский зооветеринарный институт
В 1929 году был основан Ветеринарный институт для подготовки ветеринарных врачей, зооинженеров широкого профиля со специализацией по каракулеводству, птицеводству, коневодству и другим специальностям. Вскоре учебное заведение было реорганизовано в Ветеринарно-зоотехнический институт, в 1933 году переименовано в Алма-Атинский зооветеринарный институт.
В годы Великой Отечественной войны на фронт добровольцами ушли 206 студентов и сотрудников института. Званиями Героя Советского Союза были удостоены один из 28 гвардейцев-панфиловцев сотрудник института А. Косаев и выпускник института Е. Неткалиев.
В 1979 году АЗВИ был награждён орденом Трудового Красного Знамени. В 1981 — 1982 годах в институте обучалось свыше 5 тыс. студентов, работало 314 преподавателей, из них 20 профессоров и докторов наук, 170 доцентов и кандидатов наук.

### Казахский сельскохозяйственный институт
В 1930 году в Алма-Ате был основан Казахский сельскохозяйственный институт (КазСХИ). Первоначально институт имел 2 факультета (зерновых и технических культур), 11 кафедр, на которых обучался 131 студент, работало 42 преподавателя. Первый выпуск состоялся в 1933 году — высшее образование получили 78 человек (в том числе 20 казахов), из них 51 агроном и 27 плодоовощеводов.
В годы Великой Отечественной войны около 30 преподавателей ушли на фронт. В эти годы в институте работали эвакуированные в Алма-Ату учёные: Душечкин А. И., Василенко А. А. и другие. С 1950 года в составе института начали функционировать шесть факультетов и был введен пятилетний срок обучения. С 1930 по 1950 год институт подготовил 17 выпусков специалистов: 1549 человек. Многие из них стали видными партийными и государственными деятелями, руководителями хозяйств. К 1970 году в КазСХИ обучалось 11 284 студента, в том числе 4247 — на дневном отделении. Преподавательский состав включал 511 человек. Подготовка кадров проводилась по 15 специальностям. В 1985—1995 годы в институте было уже 12 факультетов.
В 1971 году КазСХИ был награждён орденом Трудового Красного Знамени.
В 1981 — 1982 годах в институте обучалось свыше 10 тысяч студентов, работал 541 преподаватель, в том числе 2 члена-корреспондента АН КазССР, член-корреспондент ВАСХНИЛ, 21 профессор и доктор наук, 222 доцента и кандидата наук.

### Университет (КазНАИУ)
В 1996 году путём слияния Алматинского зооветеринарного и Казахского сельскохозяйственного институтов был создан Казахский государственный аграрный университет (КазГАУ), ректором которого был назначен академик НАН РК Сагадиев К. А..
В 2001 году Указом Президента Республики Казахстан Н. А. Назарбаева университету был присвоен особый статус национального высшего учебного заведения (КазНАУ).
Обучения ведётся на следующих факультетах:
- Факультет агробиология и фитосанитария
- Факультет технология и биоресурсы
- Факультет ветеринария
- Факультет лесных, земельных ресурсов и плодоовощеводство
- Факультет гидротехника, мелиорация и бизнес
- Факультет IT-технологий, автоматизации и механизации агропромышленного комплекса[5]

В университете ведётся обучение на 52 образовательным программам бакалавриата , 90 программе магистратуры и 21 программе докторантуры.
КазНАИУ имеет в подчинении:
- 18 международных исследовательских центров;
- «Международный исследовательский центр Water Hub КазНАИУ», открытый при поддержке Министерства сельского хозяйства США и иностранных банков;
- 49 исследовательских лабораторий по разным направлениям агропромышленного комплекса;
- 18 международных проектов;
- 80 внедренных в производство научных разработок в разных регионах Казахстана.

## Ректоры

### АЗВИ
- 1929—1930 Сайкович И. В.
- 1930—1932 Атаянц Л. М.
- 1932—1934 Юнусов М. Т.
- 1934—1936 Байгаскин Е. Б.
- 1936—1938 Антипенко А. Ф.
- 1938—1940 Рузаков М. Ф.
- 1940—1941 Есимов С.
- 1941—1946 Зыков Д. А.
- 1946—1951 Дзержинский А. Я.
- 1951—1958 Мухамедгалиев Ф. М.
- 1958—1963 Конакбаев Г. К.
- 1963—1972 Ермеков М.
- 1972—1983 Кожебеков З. К.
- 1983—1996 Сабденов К. С.

### КазСХИ
- 1930—1932 Джандосов Ураз Кикимович
- 1932—1937 Чурин Х. Д.
- 1937—1939 Бекетов Н. М.
- 1939—1940 Сыздыков С. С.
- 1940—1941 Сембаев А. И.
- 1941—1943 Адрианов Д. А.
- 1943—1959 Жуматов А. Ж.
- 1959—1961 Дорофеев А. И.
- 1961—1963 Тайбеков Елубай Базимович
- 1963—1981 Арыстанбеков Хайдар Арыстанбекович
- 1981—1985 Тазабеков Тлепбай Тазабекович
- 1985—1992 Шах Б. П.
- 1992—1996 Жумабеков Е. Ж.

### КазНАИУ
- 1996—2001 Сагадиев Кенжегали Абенович
- 2001 — 2022 Есполов Тлектес Исабаевич[8]
- 2022 — по настоящее время Куришбаев Ахылбек Кажигулович

## Известные выпускники и преподаватели
- См. Категория:Персоналии:Казахский национальный аграрный университет

## Исторические корпуса

### Здание Казахского Сельскохозяйственного института
Главный корпус университета строился в два этапа – в 1934 и 1954 годах. В 1934 году по проекту архитектора Н. Петрова было построено левое крыло, а в 1954 году достроены центральная часть и правое крыло здания по проекту В. Бирюкова. В архитектурном плане здание состоит из трёх частей и построено в классицистических стилевых характеристиках с элементами национального декора.
Перед центральным трёхэтажным ризалитом расположен портик главного входа. В его простенках наличествуют многогранные спаренные и одиночные полуколонны с орнаментными капителями и развитыми базами. Арки «восточного типа» имеют сложнопрофильный орнаментированный архивольт. У развитого карниза наличествуют два яруса фигурных кронштейнов. Центральная и угловые зоны парапета глухие. Между ними помещена арочная балюстрада. По центру, над парапетом размещена двухфигурная скульптурная композиция с гербом. Двери за портиком имеют широкий орнаментированный наличник. Двухъярусные витражи повторяют контур арок. Окна ризалита вне портика прямоугольные с простыми наличниками. Двухчастный междуэтажный пояс помещен в уровне подоконника третьего этажа. Основной объём здания двухэтажный с цоколем, переходящим в цокольный этаж. Стены цоколя имеют крупную рустовку. По углам выполнены трёхколонные портики-лоджии с квадратными каннелюрованными колоннами и простой плитной капителью. Колонны венчает многоуступчатый развитый антаблемент. Аналогичные колонны и пилястры применены в лоджиях и обрамлении витражей вестибюлей. Окна главного и боковых фасадов имеют сложнопрофильные наличники. На дворовом фасаде окна выполнены без наличников. В центральной его части карниз изломлен в виде полуфронтона, а в простенках окон выполнены псевдопилястры с орнаментным картушем капители.
В начале 2000-х годов была проведена масштабная реконструкция главного корпуса университета с сохранением основных элементов оформления фасада.
10 ноября 2010 года был утверждён новый Государственный список памятников истории и культуры местного значения города Алматы, одновременно с которым все предыдущие решения по этому поводу были признаны утратившими силу. В этом Постановлении был сохранён статус памятника местного значения здания главного корпуса. Границы охранных зон были утверждены в 2014 году.

### Здание Хирургической клиники Зооветеринарного института
Здание зооветеринарного института было построено в 1954 году по проекту В. Бирюкова, инженером выступил В. Луханов. Оно представляет собой образец «национального стиля» в архитектуре 1950-х годов города Алма-Аты.
Комплекс зданий института включает в себя учебные и лабораторные корпуса, общежитие и хозяйственные постройки. Двухэтажное здание главного корпуса представляет собой прямоугольный объем, фланкированный полукруглыми ризалитами с высоким аттиком. Главный вход расположен по главной оси здания и решен в виде портала. Плоскость фасада расчленена лопатками. По периметру центрального объёма здания проходит парапет, декорированный зубцами и угловыми башенками. Карниз орнаментирован стилизованным сталактитовым пояском. Фундамент здания состоит из бетонных блоков. Кладка кирпичная, стены оштукатурены и побелены. Перекрытия железобетонные.
10 ноября 2010 года был утверждён новый Государственный список памятников истории и культуры местного значения города Алматы, в котором был сохранён статус памятника архитектуры здания Хирургической клиники Зооветеринарного института.

## Преподавательский состав
В Казахском национальном аграрном университете (КазНАУ) работают 570 преподавателей. Университет располагает значительным научно-педагогическим потенциалом, о чём свидетельствует высокий уровень академических степеней среди сотрудников:
- Доктор PhD — 104 человека
- Доктор наук — 66 человек
- Кандидат наук — 181 человек[15]

## Рейтинги
В Национальном рейтинге ведущих технических вузов Казахстана за 2024 год университет занял почетное 2 место. Эти данные отражают сильные позиции ВУЗа в академической сфере и высокую оценку со стороны экспертов и работодателей.